# Dinozaury soulu
Dinozaury soulu, inny tytuł polski Niech żyje soul (ang. Soul Survivors) – brytyjski film obyczajowy z 1995 roku w reżyserii Sandy'ego Johnsona. 

## Fabuła
Brytyjski DJ Otis Cooke (Ian McShane) jest pasjonatem muzyki soul, który prowadzi nocny program w Tower Radio w Liverpoolu. Jego ulubiony zespół The Tallahassees przestał istnieć wiele lat temu, lecz ich największy przebój Pickin' Up the Pieces nigdy nie został wydany w Anglii. Film opowiada o perypetiach Cooke'a, który udaje się w podróż do Stanów Zjednoczonych, odnajduje członków grupy i przekonuje ich do swojej wizji reaktywacji The Tallahassees, a także do tego by wyruszyli w trasę koncertową po Anglii i wydali swoje piosenki na płycie kompaktowej.

## Obsada[1][2]
- Ian McShane – Otis Cooke
- Margi Clarke – Connie
- Derrick O'Connor – Dave
- Al Matthews – Grover Cleveland
- Taurean Blacque – Eddie Lester
- Isaac Hayes – Vernon Holland
- Antonio Fargas – Leroy James
- Scott Wilson – Bradley Facemeyer
- Patty Mack – Melissa
- Mary Ann Hagan – Carlotta
- Marc O'Shea – Shem
- Damon Pooser – kierownik studia
- Charles Lawlor – reporter
- i inni